# Resultados do Carnaval de São Paulo em 1986
Esta página contém os resultados do Carnaval de São Paulo em 1986

## Escolas de Samba

### Grupo 1
Os desfiles do Grupo 1 ocorreram no dia 9 de fevereiro de 1986.
Classificação
| Legenda: Campeã Rebaixada |

| Col. | Escola                | Enredo                                  | Pontos |
| ---- | --------------------- | --------------------------------------- | ------ |
| 1    | Vai-Vai               | Do Jeito que a Gente Gosta              | 95,00  |
| 2    | Camisa Verde e Branco | Fantasia Sonho Sem Fim                  | 92,00  |
| 3    | Nenê de Vila Matilde  | Rabo de Foguete                         | 91,00  |
| 4    | Mocidade Alegre       | Apesar de Tudo, é Isso Aí               | 86,00  |
| 5    | Unidos do Peruche     | Benjamin de Oliveira, "o Palhaço Negro" | 84,00  |
| 6    | Rosas de Ouro         | Cem anos depois                         | 82,00  |
| 7    | Imperador do Ipiranga | Festa Para uma Rainha Negra             | 72,00  |
| 8    | Colorado do Brás      | Ah!, Se eu fosse Noé                    | 72,00  |
| 9    | Barroca Zona Sul      | Foi Assim e aí Vem Mais                 | 66,00  |
| 10   | Flor da Vila Dalila   | A Magia de Tucumã                       | 64,00  |

### Grupo 2
Os desfiles do Grupo 2 ocorreram no dia 10 de fevereiro de 1986.
Classificação
| Legenda: Promovida Rebaixada |

| Col. | Escola                              | Enredo                                  | Pontos  |
| ---- | ----------------------------------- | --------------------------------------- | ------- |
| 1    | Acadêmicos do Tucuruvi              | Carnaval, Alegria do Povo               | 89,00   |
| 2    | Águia de Ouro                       | Assim Falou Juca Pato                   | 83,00   |
| 3    | Primeira do Itaim Paulista          | Na Dança do Negro, A Festa do Povo      | 82,00   |
| 4    | Primeira da Aclimação               | Carnaval... Um sonho a mais             | 78,00   |
| 5    | Passo de Ouro                       | Se Deixar Eu Faço                       | 77,00   |
| 6    | Leandro de Itaquera                 | Magia de um Carnaval - "Eu Sou o Samba" | 75,00   |
| 7    | União Independente da Vila Prudente | Na Passarela Paulistana                 | 72,00   |
| 8    | Pérola Negra                        | Falando de Amor, Perfume e Beleza       | 71,00   |
| 9    | Prova de Fogo                       | Na Dança de Aruenda                     | 70,00   |
| 10   | Renascença da Lapa                  | Retrato do Meu Dia a Dia                | -417,00 |

### Grupo 3
Os desfiles do Grupo 3 ocorreram no dia 8 de fevereiro de 1986.
Classificação
| Legenda: Promovida Rebaixada |

| Col. | Escola                    | Enredo                                                   | Pontos |
| ---- | ------------------------- | -------------------------------------------------------- | ------ |
| 1    | Alegria Alegria           | Sai da Frente Que Atrás Vem Gente                        | 92,00  |
| 2    | Imperiais do Real Parque  | Quem Vem Para Sambar                                     | 91,00  |
| 2    | Levanta Poeira            | Vem Quente Que Eu Estou Fervendo                         | 86,00  |
| 4    | Império Lapeano           | Sabarabuçu                                               | 84,00  |
| 5    | Tom Maior                 | Esta Noite Sonhamos                                      | 82,00  |
| 6    | Unidos de Vila Maria      | Ah! Que Saudade que eu Tenho                             | 82,00  |
| 7    | Imperial                  | Influência do Índio                                      | 80,00  |
| 8    | Primeira de Vila Carolina | Inferno Colorido                                         | 79,00  |
| 9    | Acadêmicos do Ipiranga    | Danças Brasilis                                          | 78,00  |
| 10   | Império do Cambuci        | Moribeca, Leva Breca, um Veado Branco Faz um Negro Feliz | 6,00   |

### Grupo 4
Os desfiles do Grupo 4 ocorreram no dia 8 de fevereiro de 1986.
Classificação
| Legenda: Promovida Rebaixada |

| Col. | Escola                      | Enredo                                             | Pontos |
| ---- | --------------------------- | -------------------------------------------------- | ------ |
| 1    | Filhotes da X-9             | O Esplendor de um Sonho                            | 95,00  |
| 2    | Cachoeira Império do Samba  | E Por Falar em Samba, Cachucha Meu Samba           | 88,00  |
| 2    | Unidos de São Miguel        | Quilombo dos Palmares                              | 82,00  |
| 4    | Morro da Casa Verde         | Carnaval, Alegria de Viver                         | 82,00  |
| 5    | Falcão do Morro Itaquerense | Do Grito ao Metrô                                  | 79,00  |
| 6    | Imperatriz da Paulicéia     | Tirando Uma Onda                                   | 78,00  |
| 7    | Corujas de Vila Esperança   | Exaltação às Mulatas                               | 73,00  |
| 8    | Fio de Ouro                 | Luiz Gonzaga                                       | 69,00  |
| 9    | Acadêmicos do Tatuapé       | Meu Chic Tatuapé, De Brás Cubas ao Pequeno Polegar | 68,00  |
| 10   | Estrela de Prata            | O Circo - Noite de Folia                           | 60,00  |

### Vaga aberta
Os desfiles do grupo ocorreram no dia 8 de fevereiro de 1986.
Classificação
| Legenda: Promovida |

| Col. | Escola                              | Enredo                                               | Pontos |
| ---- | ----------------------------------- | ---------------------------------------------------- | ------ |
| 1    | Raízes de Vila Piauí                | O Doce País dos Sonhos                               | 100    |
| 2    | Unidos de São Lucas                 | Sua Majestade, o Carnaval Brasileiro                 | 93     |
| 3    | Dragões de Vila Alpina              | Sonhos de Crianças                                   | 78     |
| 4    | Ermelinense                         | Clementina, Estrela Cristalina                       | 73     |
| 5    | Zambi do Parque Novo Mundo          | Uma Noite no Reino da Alegria                        | 72     |
| 6    | Os Bambas                           | O Negro no Século Passado                            | 71     |
| 7    | Flor da Penha                       | Influências Africanas na Cultura Tropical Brasileira | 69     |
| 8    | Folha Azul dos Marujos              | A Tribuna, Liberdade do Tribuno Luiz Gama            | 63     |
| 9    | Príncipe Negro                      | O Menino Maluquinho                                  | 14     |
| 10   | Flor da Zona Sul                    | Três Dias de Folia                                   | 0,0    |
| 11   | Paraíso do Samba                    | Senda, A Realidade                                   | -30    |
| 12   | Mocidade independente Sílvio Romero | Nasceu Uma Águia Guerreira                           | -79    |
| --   | Mocidade Independente da Zona Norte |                                                      |        |
| --   | Flor de Maio                        |                                                      |        |
| --   | Primeira Lá de Casa                 |                                                      |        |
| --   | União Independente José Bonifácio   |                                                      |        |
| --   | Independentes do Jardim Miriam      |                                                      |        |